# Temur Mzhavia
Temur Mzhavia (georgiano: თემურ მჟავია; en ruso: Теймураза Мжавия - Teimuraz Mzhavia) nació en Sujum en 1952. Fue el presidente del Consejo Supremo de la República Autónoma de Abjasia entre 2004 y 2009.
Se graduó en la facultad de historia y filosofía del Instituto Pedagógico de Sujum, ejerciendo posteriormente como profesor en el Instituto de Agricultura. En la década de 1980 se destacó por su actividad antisoviética y por su militancia nacionalista georgiana. A finales de la década de 1980 apoyó al presidente nacionalista georgiano Zviad Gamsajurdia, aunque posteriormente se unió al Movimiento Nacional del presidente Mijeíl Saakashvili.
En 1990 fue elegido para el Consejo Supremo de la RSS de Georgia, y en 1991 para el Consejo Supremo de la RASS de Abjasia. Fue un destacado político abjaso pro-georgiano, fundando diversas instituciones y grupos en Sujum.
Después de la guerra de Abjasia, formó parte del parlamento abjaso en el exílio, compuesto por los parlamentarios pro-georgianos huidos de Abjasia, siendo elegido su presidente el 16 de marzo de 2004, en sustitución del exgeneral de la KGB Tamaz Nadareishvili, que había dimitido del cargo dos meses antes, el 13 de enero de 2007 a raíz de las manifestaciones de los refugiados de Abjasia en Georgia. Nadareshvili era un aliado político del expresidente Eduard Shevardnadze, posteriormente fue acusado de corrupción. El cargo de presidente del Consejo Supremo equivale al de primer ministro.
Al respecto de la derrota en la guerra de Osetia del Sur de 2008, que significó la pérdida de control georgiano de la Alta Abjasia, en el informe del parlamento georgiano sobre sus causas, atribuye a Temur Mzhavia una actitud negligente, al abandonar el Valle Kodori el 9 de agosto de 2008.
El 16 de marzo de 2009 abandonó el cargo de Presidente del Consejo Supremo de la República Autónoma de Abjasia, siendo el motivo oficial el haber cumplido su periodo de 5 años en el cargo. Provisionalmente fue sustituido por Napoleón Mesjia, siendo elegido finalmente el 20 de abril de 2009 Gia Gvazava (Гия Гвазава) para el cargo de Presidente del Consejo Supremo de la República Autónoma de Abjasia
Según propias declaraciones de Temur Mzhavia, si bien abandonó el puesto por haber cumplido cinco años en el cargo, afirmó que influyó en gran medida la falta de contacto entre el Consejo Supremo de la República Autónoma de Abjasia con las autoridades centrales georgianas, dirigida por el presidente Mijeíl Saakashvili.
El mismo día de la dimisión, el 16 de marzo, se publica el inicio de las investigaciones por parte de la Fiscalía General de Georgia, del delito de malversación de 14 millones de laris (sobre 8,4 millones de dólares), efectuadas cinco meses después de haber asumido el cargo en 2004.
Si bien se habla de la posibilidad de integrarse en el partido opositor de Nino Burdzhanadze (Нино Бурджанадзе), el propio Mzhavia afirmó que se dedicará a su partido, el "Georgia y Diáspora".